# アガデスとアーリットの襲撃
アガデスとアーリットの襲撃（アガデスとアーリットのしゅうげき、フランス語：Attentats d'Agadez et Arlit）は、2013年5月23日にニジェールのアガデスとアーリットで発生したニジェール軍駐屯地とアレヴァ社が運営するウラン鉱山に対して行われた自爆攻撃とそれに引き続いた施設占拠事件。この攻撃はイフォガスの戦いで死亡したと目されるイスラム過激派AQIMのアブデルハミド・アブー・ザイドに因んで、アブー・ザイド作戦と名付けられ実行されたとされる。これらの攻撃はニジェール史上初の自爆攻撃である。

## アガデスの襲撃

### 経過
最初の襲撃はアガデスで発生する。5月23日午前6時頃、爆弾を載せたピックアップトラックが軍の警戒線を突破してアガデスのニジェール軍兵営内で自爆し、幾人かが死亡する。次に2台目のピックアップトラックが駐屯地に突入し兵士達に対して発砲し、銃撃戦が始まる。銃撃戦は数時間にわたって続いたが、イスラム過激派は駐屯地内にて2人を殺害した後に兵舎に逃げ込み、そこで士官候補生の一部を人質にとった主張する。また、襲撃者は即席爆発装置を幾人かの兵士の遺体に隠す。夕刻終わり頃、脱出しようとしたイスラム過激派の内1人が無力化される。
フランス軍特殊部隊はアガデスのニジェール軍を増強するため派遣され、翌朝には問題の兵舎近くに到着し攻撃を開始する。これにより兵舎に立て篭もっていたイスラム過激派2人が殺害される。

### 損害
ニジェールの内務大臣アブドゥ・ラボ（en:Abdou Labo）が初めに述べたところによると、兵士18人、民間人とイスラム過激派4人が死亡し、13人が負傷する。この内6人は軍の高位階級者であるとされる。
二度目の発表を述べたニジェールの国防大臣マアマドゥ・カリジョ（en:Mahamadou Karidjo）はイスラム過激派3人を殺害するが、少なくとも兵士20人が死亡し、16人が負傷したと伝える。その後、人質をとったと主張していた四人目のイスラム過激派は兵舎内で拘束される。翌5月24日にカリジョ国防大臣は損害の修正情報を発表する。これによれば「アガデスでは襲撃者8人を殺害し、我が軍の兵士24人が死亡した」と伝える。また、3人の人質は戦闘初日の早い段階で「至近距離から頸部に」銃撃され死亡したとみられる。
少なくともイスラム過激派2人はフランス軍特殊部隊によって殺害されている。アガデスでの損害の合計は、イスラム過激派8人が殺害され、彼らは全員自爆用のベルトを装着していたとカリジョ国防大臣は述べる。
アガデスでは、テロリスト3人と人質3人が5月24日の最終攻撃中での流れ弾に当って死亡したとみられる。
アガデスでのニジェール側の損害は、駐屯地内にてニジェール兵23人とカメルーン軍の訓練兵1人が死亡している。

## アーリットの襲撃

### 経過
アガデスの爆発から約30分後、二度目の攻撃がアーリットで発生する。アレヴァ社のグループ傘下にあるエール鉱山会社（fr:Société des mines de l'Aïr、SOMAÏR）のウラン鉱山（アガデスから北へ約240kmの位置にある）が襲撃され、自爆攻撃はウラン加工施設の発電所前で起きる。この攻撃で鉱山にある研削機が激しく損傷したと伝えられる。

### 損害
最初の発表では、アレヴァ社の従業員13人が負傷したとされ、最終的にアレヴァ社は負傷者が全員ニジェール人であることを明かし、少なくとも民間人14人が負傷、自爆攻撃者2人が死亡したと伝える。ロイターによれば、その後アレヴァ社は負傷した従業員の内1人が死亡したと伝える。
午後遅く、ニジェール内務大臣の発表によれば負傷者は50人に及び、その内訳は民間人1人、警備保安要員49人であるとした。

## 犯行声明
同日、一連の攻撃はMUJAOが実行したとする犯行声明が出される。MUJAOのスポークスマンは一連の攻撃をシャリーアに反したフランスの戦争にニジェールが協力したことへの報復であると述べる。同日、ジュリビブ（Jouleibib）のスポークスマンであるエル＝ハッサン・ウルド・クリール（El-Hassen Ould Khlil）はイスラム聖戦士血盟団運動もMUJAOと共闘し攻撃に参加していると述べ、モフタール・ベルモフタールが作戦を監督しているとし「10人以上の戦闘員がこの攻撃に参加した」と述べる。
ニジェール政府によればイスラム過激派の攻撃はリビア南部から侵入して行われたとしている。フランスのマリ軍事介入後、イスラム過激派の主力は国外に後退し、約400人の戦闘員はリビア国内にあるキャンプで再編成され「315旅団」の名が与えられている。
しかし、マリ当局によれば当初の攻撃の試みは主にマリ北部、特にターカンで予定されていたとされる。